# Pfarrkirche Mutters

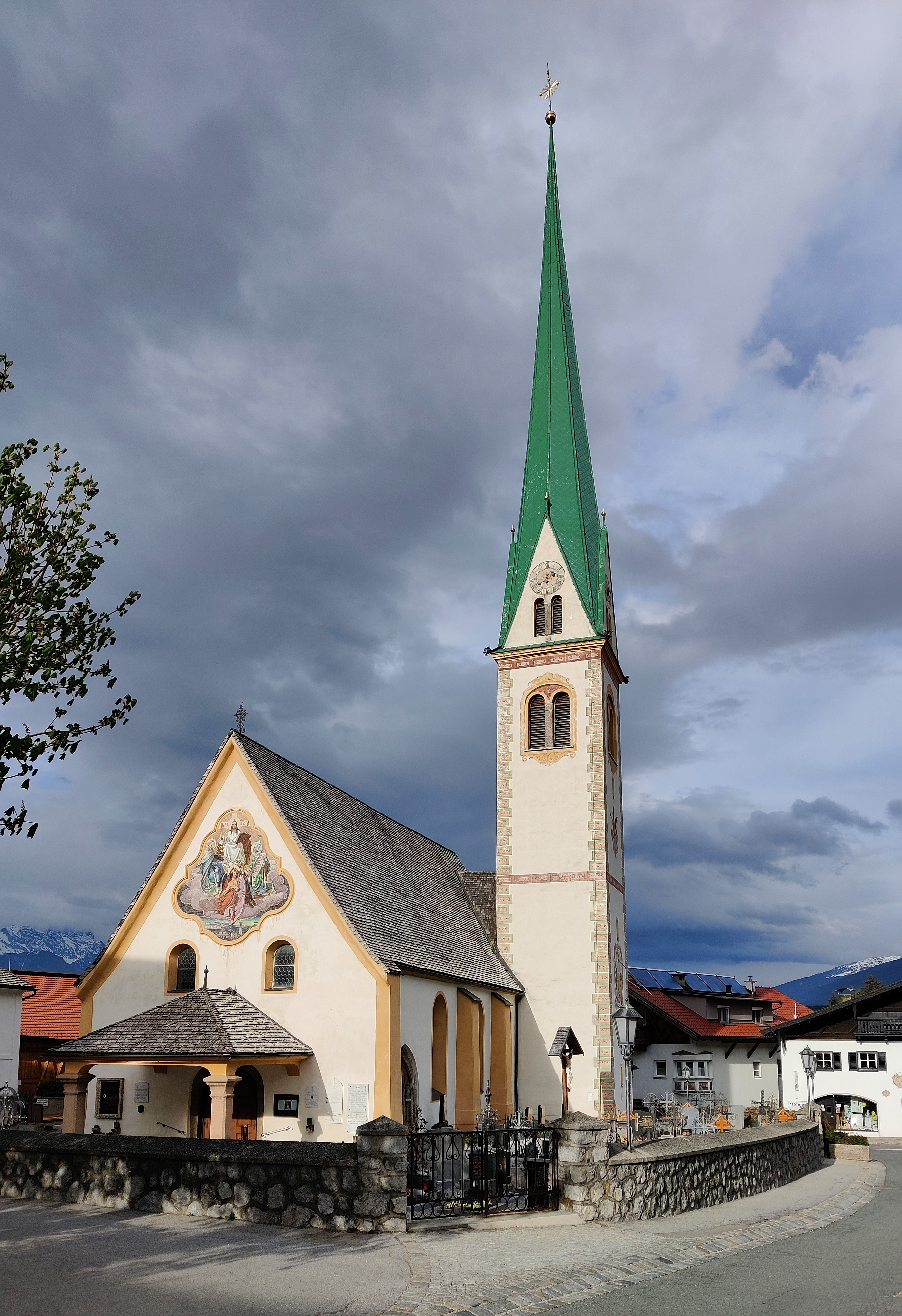
Pfarrkirche hl. Nikolaus in Mutters von Westen

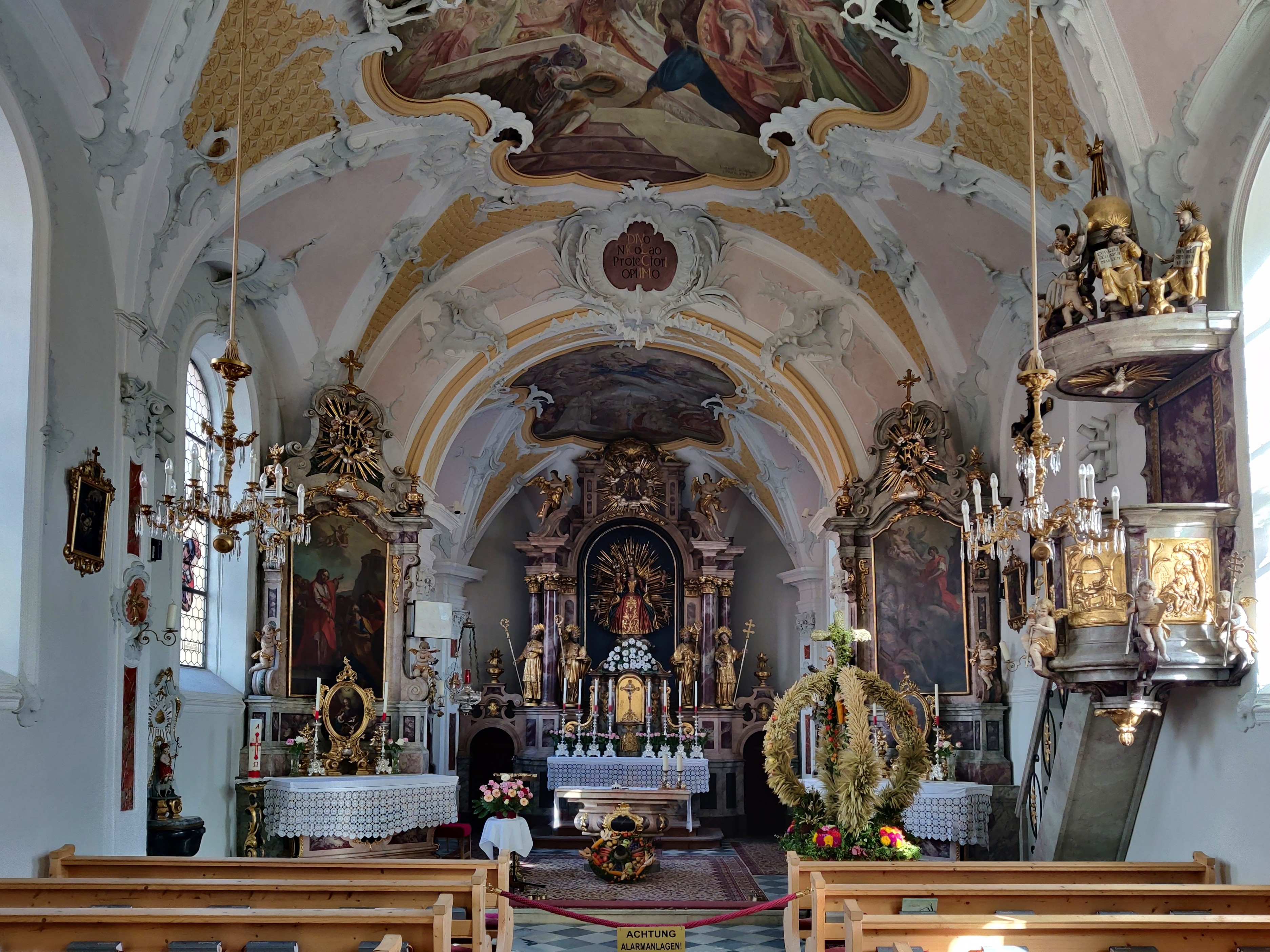
Langhaus, Blick zum Chor

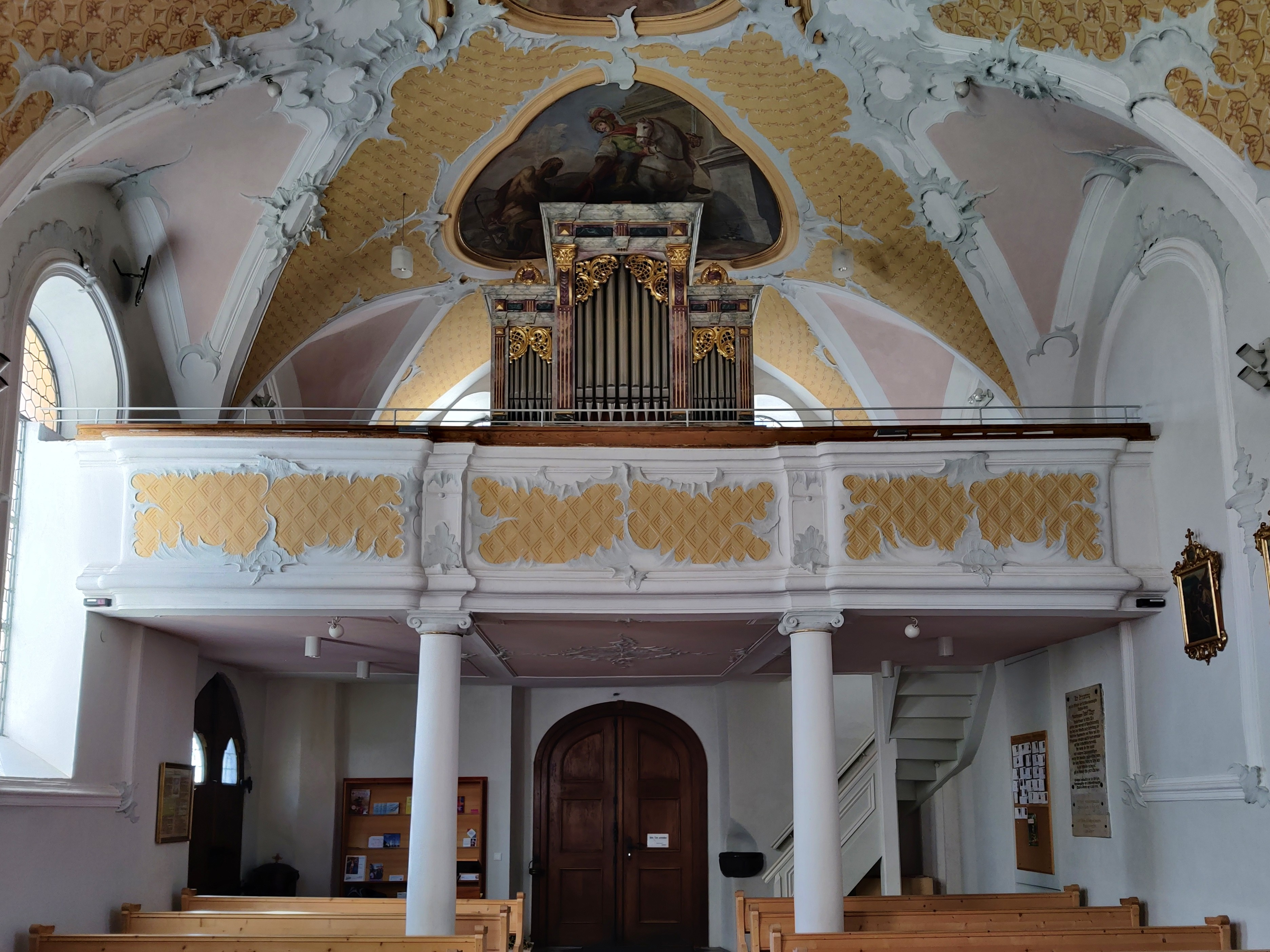
Empore mit Orgel

Die Pfarrkirche Mutters steht im Dorfkern von Mutters in Tirol. Die zu Ehren des heiligen Nikolaus geweihte katholische Pfarrkirche gehört zum Dekanat Wilten-Land in der Diözese Innsbruck. Die barockisierte Kirche mit dem umgebenden Friedhof steht unter Denkmalschutz (Listeneintrag).

## Geschichte
1327 wird in einem Ablassbrief eine den hll. Nikolaus, Erhard und Martin geweihte Kirche in Mutters erwähnt. In einem weiteren Ablassbrief von 1440 wird diese als einsturzgefährdet bezeichnet und um 1460 wurde ein Neubau begonnen. 1469 wurden der Hochaltar und der Sebastianaltar geweiht. 1469, 1471, 1482 und 1486 wurden Ablässe zur Finanzierung von weiteren Baumaßnahmen verliehen. Anfang des 16. Jahrhunderts wurde die Kirche von Baumeister Hanns Puecher nach Westen erweitert, am 5. September 1510 wurden das verlängerte Kirchenschiff und der vergrößerte Friedhof geweiht.
Beim Dorfbrand am 19. Oktober 1727 wurden neben elf Häusern der Kirchturm und das Kirchendach zerstört. In der Folge wurde das Langhaus mit einem barocken Tonnengewölbe versehen, das mit Stukkaturen und 1759 mit Fresken von Anton und Josef Anton Zoller geschmückt wurde. 1879 wurde die Kirche renoviert, dabei wurden die Fresken von Heinrich Kluibenschedl übermalt. Bei einer neuerlichen Renovierung 1907–1909 wurde das Schindeldach durch ein Eternitdach ersetzt und die Zoller-Fresken wieder freigelegt und restauriert. Das Gnadenbild wurde vom Hochaltar entfernt und durch ein Madonnenrelief von Josef Bachlechner dem Älteren ersetzt. 1963 wurde das Gnadenbild, das in der Zwischenzeit in der Taxerkapelle aufgestellt war, an den Hochaltar zurückgebracht, 1976 die Kirche wieder mit einem Lärchenschindeldach gedeckt.
Im 15. Jahrhundert wurde Mutters eine Kaplanei, die ab 1601 dem Stift Wilten inkorporiert war. 1786 wurde die Kuratie Mutters-Natters zur Pfarre erhoben, 1787 ein Widum erbaut. Natters wurde 1949 ein eigenes Vikariat und 1976 zur Pfarre erhoben.

## Architektur

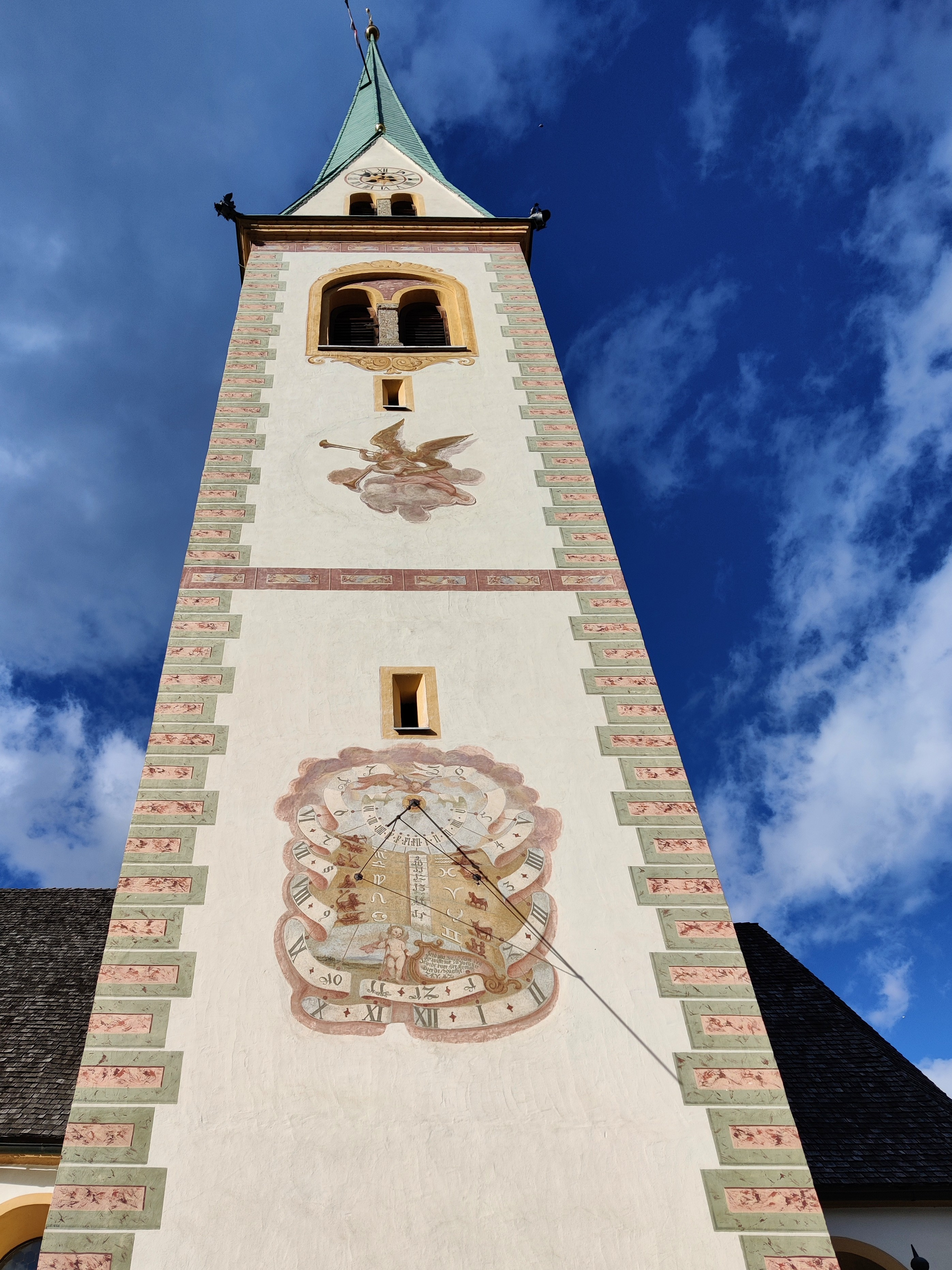
Sonnenuhr am Turm

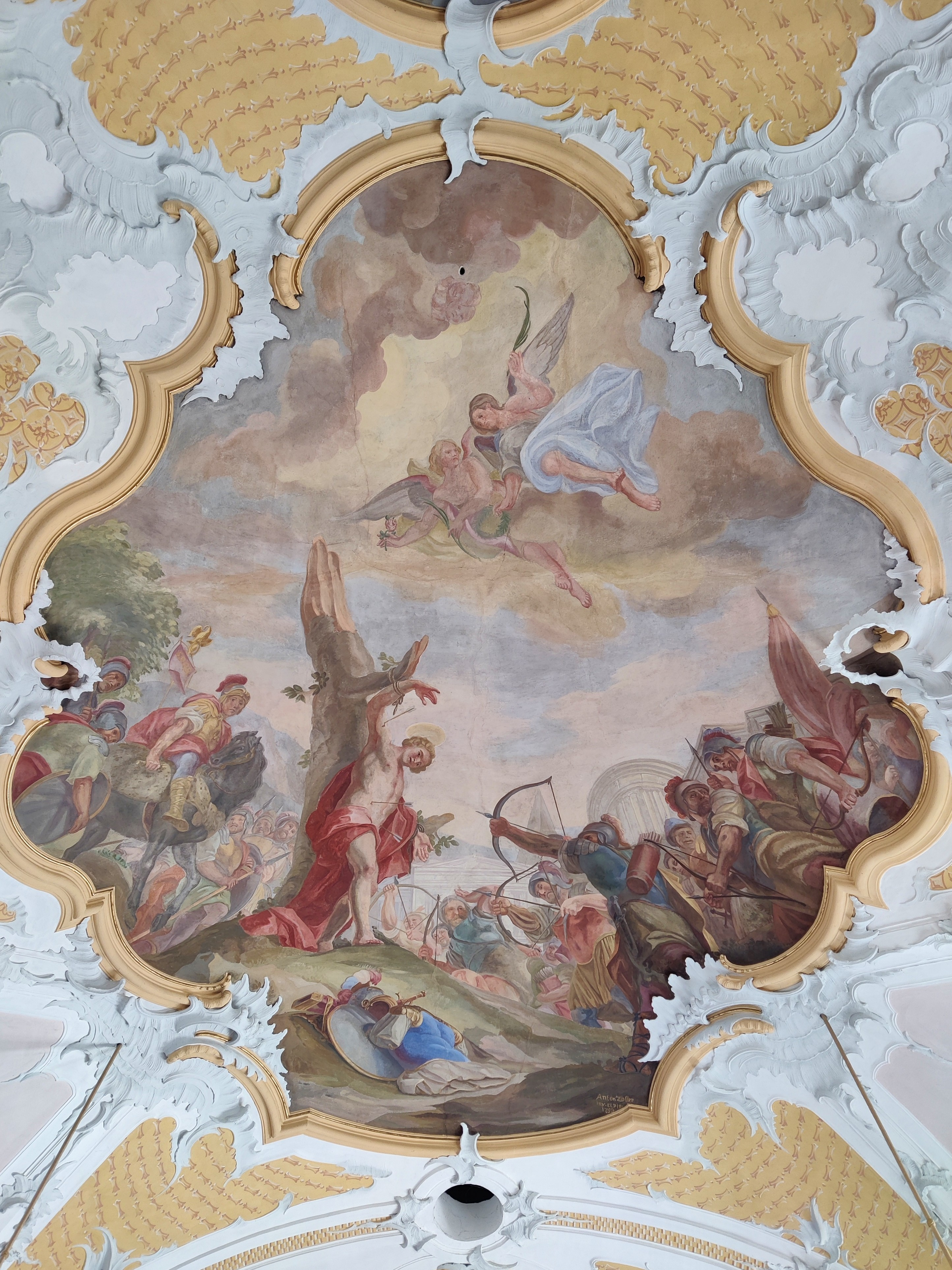
Deckenfresko Martyrium des hl. Sebastian

An das spätgotische, durch Strebepfeiler gegliederte fünfjochige Langhaus schließt ein eingezogener, polygonaler Chor an. An der Südseite sind die Sakristei und der 54 m hohe Turm mit rundbogigen Schallfenstern und Spitzgiebelhelm angebaut. Die Sonnenuhr an der Südseite des Turms stammt inschriftlich von 1736, sie wurde vermutlich um 1760 von Peter Anich und Josef Anton Zoller erneuert. Der Posaunenengel zwischen dem Schallfenster und der Sonnenuhr wurde von Josef Anton Zoller gemalt. Das mehrfach gekehlte spitzbogige Südportal mit Stabdurchkreuzung stammt von Hanns Puecher, die neugotischen Engelsstatuen wurden 1907/09 hinzugefügt. Das Mosaik im Giebel mit Gottvater als Weltenrichter über Mutters wurde 1907 von Josef Pfefferle nach einem Entwurf von Rudolf Margreiter ausgeführt. Ebenfalls von der Zirler Mosaikanstalt Pfefferles stammen die Mosaiken in den Blindfenstern am Chorschluss, die die hll. Martin, Maria Immaculata und Nikolaus zeigen.
Das Innere ist von der Barockisierung bestimmt, vom gotischen Bau ist lediglich das Sakristeiportal erhalten. Das Langhaus ist durch Pilaster gegliedert und von einer Stichkappentonne überwölbt, ein breiter, rundbogiger Triumphbogen trennt ihn vom Chor. Das Gewölbe ist mit reicher Rocaillen-Stuckatur (vor 1759) und Fresken geschmückt.
Die Gewölbefresken wurden 1759 von Anton Zoller und seinem Sohn Josef Anton Zoller geschaffen. Sie zeigen im Chor die Huldigung der Stände an Maria über einer Ansicht von Mutters, im Langhaus ein Wunder des hl. Nikolaus, die Errettung eines Christenknaben aus türkischer Gefangenschaft und als Hauptfresko das Martyrium des hl. Sebastian. Über der Empore ist die Mantelspende des hl. Martin dargestellt.

## Ausstattung

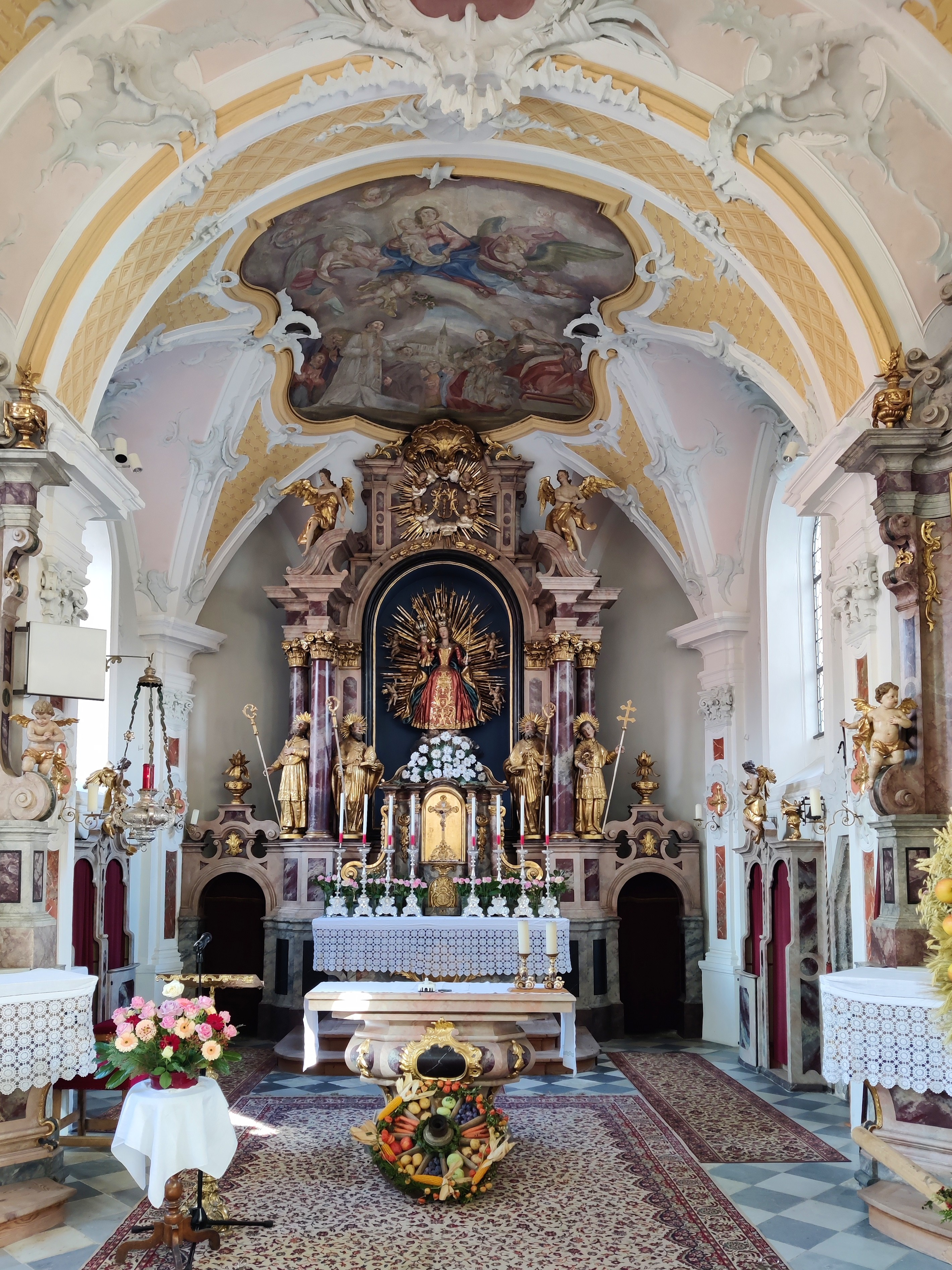
Hochaltar

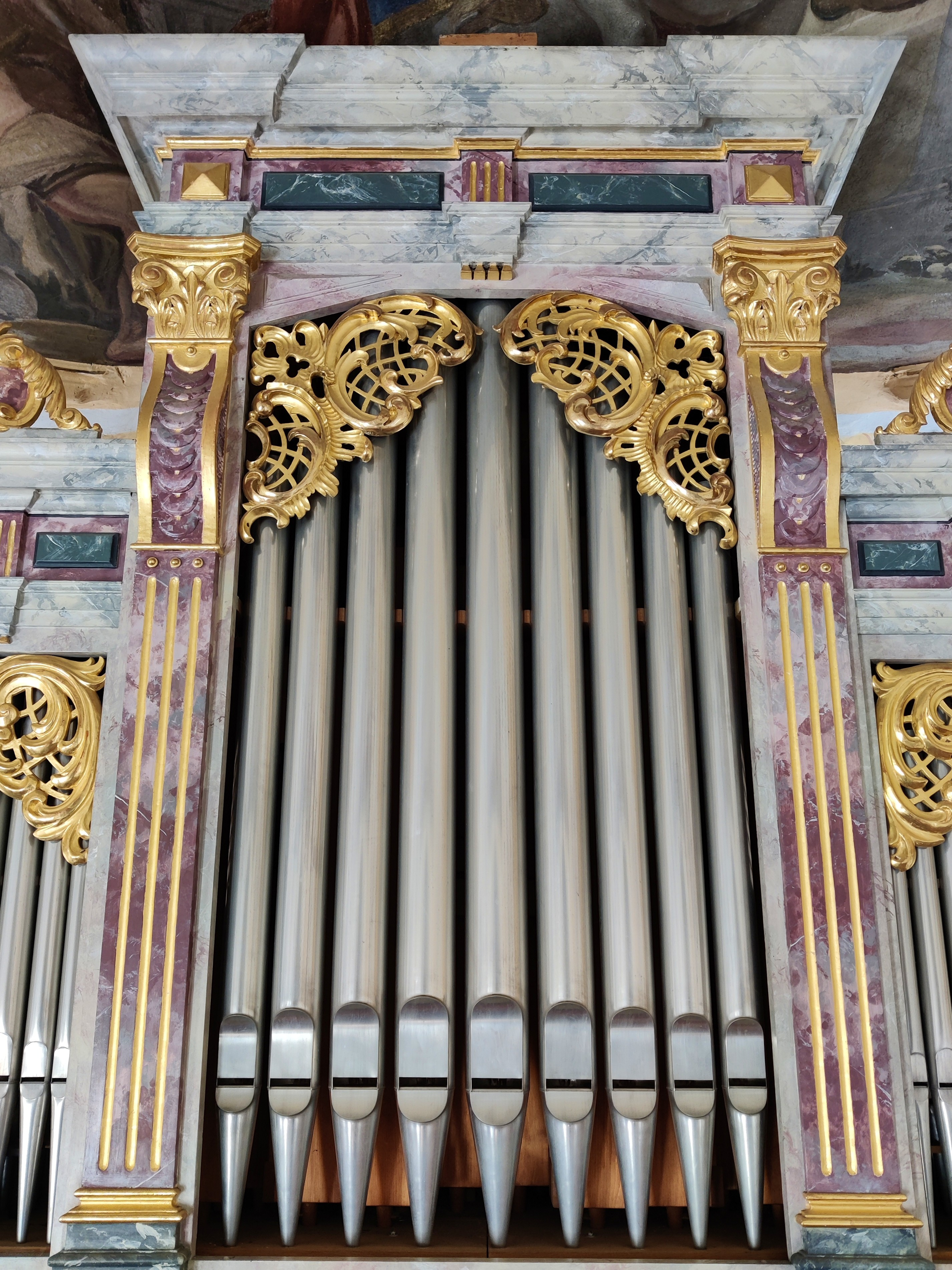
Orgel

Der spätbarocke Hochaltar wurde 1790 aufgestellt, er beherbergt das 1710 geschaffene, ursprünglich bekleidete Gnadenbild der Madonna mit Kind. Es wird von den Statuen der hll. Augustinus und Norbert (außen) sowie Nikolaus und Martin (innen) flankiert. Das Altarbild des linken Seitenaltars zeigt die Schlüsselübergabe an Petrus, das des rechten Seitenaltars den hl. Sebastian. Beide Bilder wurden wahrscheinlich von Anton Zoller 1759 oder 1760 gemalt. Die Vorsatzbilder mit der hl. Anna und der hl. Familie stammen von einem unbekannten Künstler.
Am Kanzelkorb befinden sich drei vergoldete Reliefs, die den Hauptmann von Kapharnaum, Jesus und die Samariterin und den barmherzigen Samariter zeigen sowie die Attribute der vier lateinischen Kirchenväter. Am Schalldeckel befindet sich eine Darstellung der Gesetzestafeln zwischen den vier Evangelisten.
In der Nordwand vor dem linken Seitenaltar ist der Taufstein von 1788 eingebaut, er hat einen Holzdeckel mit der Statue Johannes des Täufers als Kind.
Die Kreuzwegstationen wurden 1909 von August Mair geschaffen, der Volksaltar 1980 von Oswald Köberl.
Die Glasfenster wurden 1951 nach Entwürfen von Wolfram Köberl in der Tiroler Glasmalerei und Mosaik Anstalt hergestellt.